# Якобея водная
Якобея водная (Jacobaea aquatica) — травянистое растение рода Якобея (Jacobaea) семейства Астровые (Asteraceae).

## Название
Научное латинское название рода, по всей видимости, дано в честь одного из 12 апостолов, Иакова (Иакова Зеведеева, Иакова старшего).
Научный видовой эпитет имеет значение «водный, водяной, дождливый» и происходит от лат. aqua («вода») и суффикса лат. -āticus, образующего прилагательные от существительных.
Русскоязычное родовое название является транслитерацией латинского, видовой эпитет — смысловым переводом латинского.

## Ботаническое описание

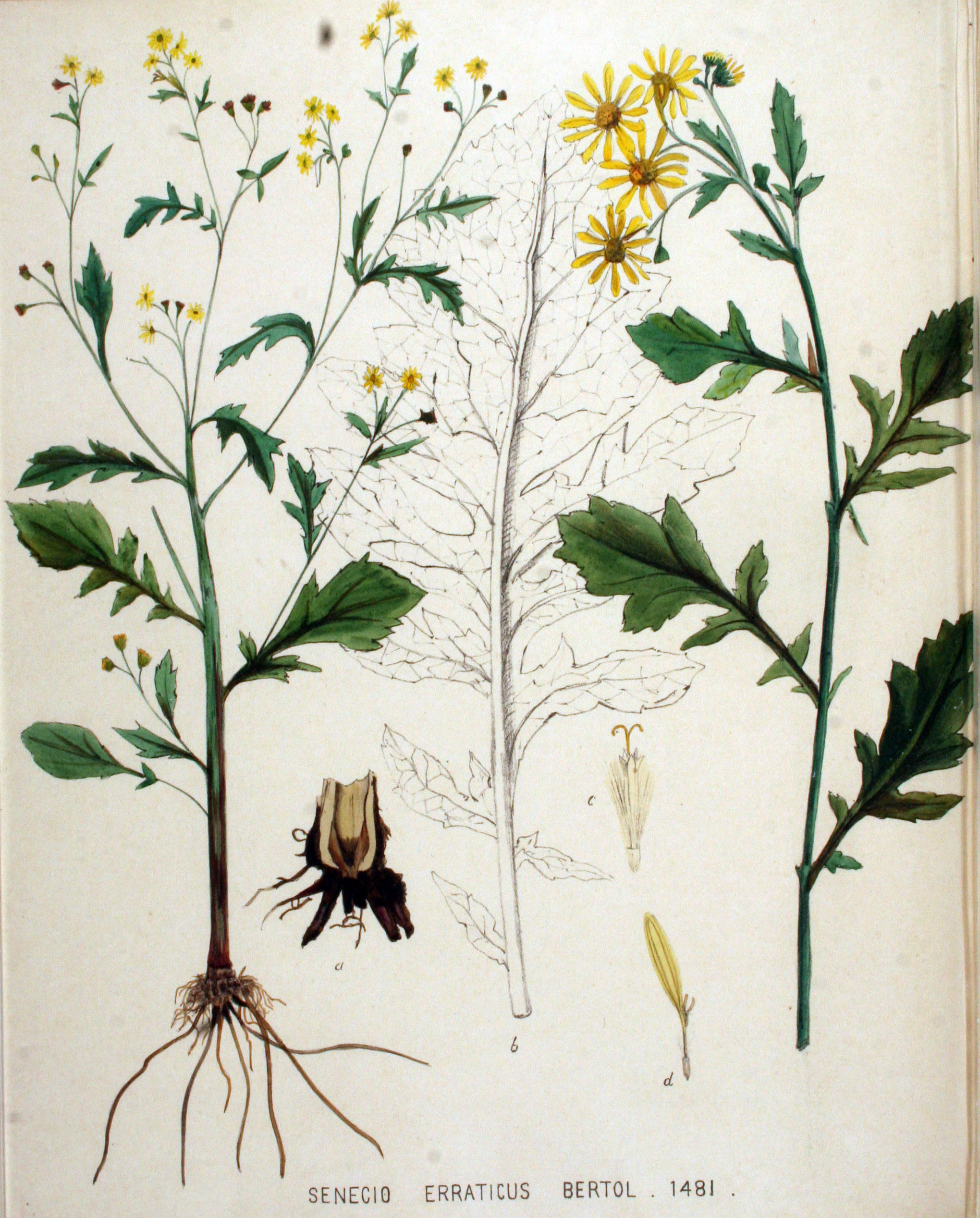

По морфологическим признакам вид схож с Якобея обыкновенная (Jacobaea vulgaris), отличаясь большей долей двулетних экземпляров, активным ветвлением стебля, меньшим иссечением листьев и их сохранностью к периоду цвеетния, крупными корзинками.
Многолетнее или двулетнее травянистое растение 30-150 см высотой.
Центральный стебель короткий, вертикальный, часто ветвящийся в нижней части. Побеги от слегка до плотноопушенных.
Прикорневые и нижние стеблевые листья 10-20 см, лировидно-перистонадрезанные, с черешками, редко усыхающие ко времени цветения. Средние и верхние стеблевые 1- и 2-перистонадрезанные с сегментами, расположенными под прямым углом к центральной жилке, полусидячие, обычно слегка опушенные с нижней стороны.
Корзинки 12-30 мм в диаметре, многочисленные, собраны в не слишком плотное соцветие-щиток. Листочки обертки 7-10 мм, полуголые, с 2-5 вторичными прицветниками. Язычковые цветки 12-15 штук, желтые, изредка отсутствуют.
Семянки ок. 2 мм, краевые голые, центральные голые или с редким опушением по ребру. Хохолок около 4 мм.
Хромосомное число 2n=40.

## Распространение и экология
Южная, Западная и Центральная Европа, захватывая южные области Швеции и западный край территории бывшего СССР, включая Ленинградскую область.
Предпочитает влажные места.

## Классификация

### Таксономия[5]
Jacobaea aquatica (Hill)  G.Gaertn., B.Mey. & Scherb. , 1801, Oekon. Fl. Wetterau 3(1): 210
Вид Якобея водная относится к роду Якобея семейства Астровые (Asteraceae) порядка Астроцветные (Asterales). Кладограмма в соответствии с Системой APG IV:
|  |                                      |  |                                   |                                   |                    |  | ещё 10 семейств | ещё 10 семейств |               |  |  |  | еще 67 подтвержденных и 27 в статусе "непроверенных" видов и инфравидовых таксонов |
|  |                                      |  |                                   |                                   |                    |  | ещё 10 семейств | ещё 10 семейств |               |  |  |  | еще 67 подтвержденных и 27 в статусе "непроверенных" видов и инфравидовых таксонов |
|  |                                      |  |                                   | порядок Астроцветные              |                    |  |                 |                 | род Якобея    |  |  |  |                                                                                    |
|  |                                      |  |                                   | порядок Астроцветные              |                    |  |                 |                 | род Якобея    |  |  |  |                                                                                    |
|  | отдел Цветковые, или Покрытосеменные |  |                                   |                                   | семейство Астровые |  |                 |                 | Якобея водная |  |  |  |                                                                                    |
|  | отдел Цветковые, или Покрытосеменные |  |                                   |                                   | семейство Астровые |  |                 |                 |               |  |  |  |                                                                                    |
|  |                                      |  | ещё 63 порядка цветковых растений | ещё 63 порядка цветковых растений |                    |  |                 | ещё 1804 рода   | ещё 1804 рода |  |  |  |                                                                                    |
|  |                                      |  |                                   | ещё 63 порядка цветковых растений |                    |  |                 |                 | ещё 1804 рода |  |  |  |                                                                                    |

### Синонимы
- Jacobaea aquatica var. aquatica
- Senecio aquaticus  Hill
- Senecio jacobaea subsp. barbareifolius  Krock.
- Senecio pratensis  Richt.
- Senecio quercifolius  Pourr. ex Steud.
- Senecio sinuatidens  Peterm.